# Antonio Casale
Pour les articles homonymes, voir Casale.
Antonio Casale est un acteur italien né le 17 mai 1932 à Acceglio (Italie) et mort le 4 février 2017 à Civita Castellana (Italie). Il est apparu dans de nombreux westerns-spaghetti entre 1965 et 1977, parfois crédité comme Anthony Vernon. Il fut également assistant-réalisateur dans certains des films dans lesquels il a joué.

## Biographie
Antonio Casale est devenu célèbre dans le monde entier pour sa brève apparition dans le rôle de Bill Carson dans Le Bon, la Brute et le Truand de Sergio Leone, sorti en 1966. Il est également apparu comme Hole, le chef des chasseurs de primes, dans la scène d'ouverture du Grand Duel de Giancarlo Santi, sorti en 1972, et dans le rôle du notaire dans la diligence qui humilie Juan, le considérant naïvement comme un insignifiant peon dans Il était une fois la révolution de Sergio Leone, sorti en 1971.

## Filmographie
- 1965 : La settima tomba de Garibaldi Serra Caracciolo : Jenkins
- 1965 : Maciste, le vengeur du dieu maya (Maciste il vendicatore dei Mayas) de Guido Malatesta : Berak
- 1966 : Le Bon, la Brute et le Truand de Sergio Leone : Jackson / Bill Carson
- 1968 : Bazooka pour un espion (en) (Sicario 77, vivo o morto) de Mino Guerrini : Mulligan
- 1969 : Le salamandre  d'Alberto Cavallone : Dr Henry Duval
- 1970 : Dal nostro inviato a Copenaghen d'Alberto Cavallone : Borg
- 1971 : Quickly, spari e baci a colazione d'Alberto Cavallone : un homme de main de la mafia
- 1971 : Riuscirà l'avvocato Franco Benenato a sconfiggere il suo acerrimo nemico il pretore Ciccio De Ingras? de Giovanni Veronesi : Salvatore Pannocchia
- 1971 : Nous sommes tous en liberté provisoire de Damiano Damiani : Ventura
- 1971 : Il était une fois la révolution de Sergio Leone : Notary on Stagecoach
- 1972 : Mais... qu'avez vous fait à Solange ? de Massimo Dallamano : M.. Newton
- 1972 : Le Grand Duel de Giancarlo Santi : Hole the Bounty Hunter
- 1973 : Un homme appelé Karaté (Sette ore di violenza per una soluzione imprevista) de Michele Massimo Tarantini
- 1973 : Livia, una vergine per l'impero
- 1973 : Rue de la violence (Milano trema: la polizia vuole giustizia) de Sergio Martino : Casardi - Prisoner on train
- 1973 : L'Emprise des sens de Giuliano Carnimeo : Sogliani's henchman
- 1973 : Dagli archivi della polizia criminale (it) : Il beduino
- 1974 : La Révolte des gladiatrices (The Arena), de Steve Carver : Lucan
- 1974 : Il tempo dell'inizio
- 1974 : Una donna per sette bastardi (it) de Roberto Bianchi Montero : Carl
- 1975 : Frissons d'horreur d'Armando Crispino : Inspector Silvestri
- 1975 : Le Soupçon (Il sospetto) de Francesco Maselli : Resta
- 1975 : L'Accusé (La Polizia accusa : il servizio segreto uccide) de Sergio Martino : Giovanni Andreassi - aka Massù
- 1975 : Bracelets de sang d'Umberto Lenzi : Philip Duval
- 1975 : Lips of Lurid Blue (en) (Labbra di lurido blu) : Bar Owner
- 1976 : La Mort en sursis (Il trucido e lo sbirro) d'Umberto Lenzi : El Greco Tomati
- 1977 : Mannaja, l'homme à la hache de Sergio Martino : Dorman - bandits' head